# Agrosuper
Agrosuper S.A. é uma empresa chilena multinacional privada de processamento de alimentos com sede em Rancagua. Especializa-se na fabricação de seus produtos nas mais diversas opções de frango, peru, carne de porco, carne bovina, salmão e produtos processados.

## História
Em 1955, a Agrosuper foi fundada por Gonzalo Vial Vial (1935–2024), começou com a produção de ovos em Lo Miranda, Região de O'Higgins. Cinco anos depois, a empresa expandiu-se para a produção e comercialização de frangos vivos. Em 1974, expandiu-se para o processamento e comercialização de carne de frango, marcando o início das atividades que desenvolve atualmente através da marca Super Pollo.
Em 1983, a empresa ingressou no ramo de suínos, aproveitando a experiência na criação de animais vivos e a infraestrutura existente, e seis anos depois, a empresa ingressou no ramo de produção de carne seca. Além disso, a empresa expandiu-se para a produção e comercialização de truta e salmão.
Durante a última década, a Agrosuper abriu escritórios em outros países, incluindo Itália (2002), Estados Unidos (2003), Japão (2004), México (2005), China (2009), Hong Kong, Brasil (ambos em 2012) e Coreia do Sul (2015).
Finalmente, em 2011, a Agrosuper assumiu o controle majoritário da produtora de perus Sopraval.
Em 2018, a empresa adquiriu a AquaChile, empresa especializada na criação de salmão, por US$850 milhões.
Em 31 de janeiro de 2024, Gonzalo Vial Vial faleceu aos 88 anos, sendo substituído por Canio Corbo Loi como novo presidente da empresa.

## Marcas
- Agrosuper
- Andes Butas
- AquaChile
- Chao Bas
- Frutos del Maipo
- La Crianza
- Pancho Pollo
- Pollos King
- Santi
- Sopraval
- Super Beef
- Super Cerdo
- Super Pollo
- Super Salmón